# Seixal FC
El Seixal FC fue un equipo de fútbol de Portugal que alguna vez jugó en la Primeira Liga, la máxima categoría de fútbol en el país.

## Historia
Fue fundado en el año 1925 en el poblado de Seixal del distrito de Setúbal como un club multideportivo que cuenta con secciones en baloncesto, fútbol sala y hockey sobre patines.
Durante la década de los años 1960s el club militó en la Primeira Liga, en donde disputó 52 partidos, con 7 victorias, 8 empates y 37 derrotas, anotó 44 goles y recibió 150. Posterior a esos años en primera división, el club pasó vagando entre la segunda y tercera categoría hasta que en la temporada 2005/06 ya jugaba en las divisiones regionales de Setúbal, desapareciendo en el año 2007 por problemas económicos.
El club existe todavía en las categorías inferiores.

## Palmarés
- Tercera División de Portugal: 2[5]

1960-61, 1967/68
- Taça Ribeiro dos Reis: 1

1961–62